# Beotarca
Un beotarca (del griego βοιωτάρχης, boiôtárkhês, de Βοιωτία, Boiôtía, Beocia, y ἀρχή, arkhê, el mandato) era un magistrado de la Liga Beocia, fundada en 379 a. C., después de que una rebelión liberara las ciudades de Beocia del dominio espartano. Aunque tenemos noticias anteriores de su existencia, ya en el siglo V a. C. por Tucídides, que los menciona en Historia de la Guerra del Peloponeso, IV, 91. De este capítulo se desprende que, en 424 a. C., Tebas tenía dos beotarcas, mientras que en las Helénicas de Oxirrinco, que se refieren al 395 a. C., vemos que elegía cuatro, dos propios y dos por el territorio que dependía de ella, aunque también es posible que los dos mencionados en Tucídides fueran los beotarcas propios y que ya eligieran cuatro en esta época.
Los beotarcas formaban un colegio de once magistrados, elegidos cada uno por un distrito de la Liga. Ejercían el poder ejecutivo bajo la autoridad del Consejo federal, dividido en cuatro secciones. Asumían el mando del ejército federal. Representaban a Beocia en las relaciones entre ciudades, recibían y enviaban embajadores. Los once beotarcas representaban a las ciudades beocias de la siguiente forma: cuatro representaban a Tebas, Platea, Escolo, Eritras, Escafas y otros territorios que dependían de Tebas; uno procedía de Tanagra, dos representaban a Tespias, Eutresis y Tisbe; dos eran enviados por Orcómeno e Hisias; uno era enviado por Haliarto, Lebadea y Coronea y uno representaba a Queronea, Acrefias y Copas. Posteriormente, el comportamiento tiránico de Tebas hacia sus aliados (destrucción de Orcómeno, Tespias y Platea) y la destrucción de Tebas por Alejandro Magno en 338 a. C. marcaron el fin definitivo de la Liga.
Los personajes más famosos que ejercieron la magistratura fueron Epaminondas y Pelópidas, que llevaron a Tebas a un estatus hegemónico a mitad del siglo IV a. C..
En el siglo IV, la Liga fue disuelta después de la guerra de Corinto (394 a. C.). Posteriormente, lo fue otra vez en 382 a. C. (toma de Cadmea). Fue reformada tres años más tarde tras la liberación de Tebas (379 a. C.)
Apiano también llama beotarca a Asdrúbal, general del ejército cartaginés durante la tercera guerra púnica.